# 嬉嬉
《嬉嬉♥》為日本歌手柴崎幸於2007年4月25日發行之第3張錄音室專輯。

## 解說
- 柴崎幸首次為整張專輯親自作詞。
- 初回限定盤附DVD收錄音樂錄影帶的剪輯影像&幕後花絮。

## 發行版本
- CD+DVD（初回限定盤）
- CD

## 曲目

### CD
- 全專輯作詞：柴崎幸

1. 嬉嬉
作曲:大野宏明 編曲:市川淳
前L'Arc〜en〜Ciel的Sakura作為鼓手参加。
2. at home
作曲:鶴田勇気 編曲:REO Strings編曲:前嶋康明
3. regret
作曲:崎谷健次郎 編曲:市川淳
前L'Arc〜en〜Ciel的Sakura作為鼓手参加。
4. invitation（邀請）
作曲:Jin Nakamura 編曲:市川淳
5. - toi toi -（- 自問 -）
作曲・編曲:平野義久
6. 甜蜜幸福（甘いさきくさ。）
作曲:so-to 編曲:華原大輔 Strings編曲:前嶋康明
7. 分身
作曲:重住ひろ子 編曲:鈴木“DAICHI”秀行
8. interference
作曲:Jin Nakamura 編曲:市川淳
9. 是魚兒啊（サカナカナ）
作曲:陶山準 編曲:中西亮輔
10. 遇見愛（
作曲:Jin Nakamura 編曲:華原大輔 Strings編曲:前嶋康明
11. 影
作曲:渡辺未来 編曲:前嶋康明
12. 兔子
作曲:Jin Nakamura 編曲:新屋豊
13. 日曆
作曲:市川淳 編曲:REO Strings編曲:前嶋康明

### DVD
- 初回盤限定

1. 「at home」「遇見愛」音樂錄影帶剪輯&幕後花絮
2. 柴崎幸 interview